# Vampyrodes caraccioli
Vampyrodes caraccioli là một loài động vật có vú thuộc chi đơn loài Vampyrodes trong họ Dơi mũi lá, bộ Dơi. Chúng được Thomas mô tả cấp chi năm 1900 và cấp loài năm 1889.